# Olexandr Zajaruk
Olexandr Valeriyovych Zajaruk –en ucraniano, Олександр Валерійович Захарук– (Kiev, 25 de agosto de 1976) es un deportista ucraniano que compitió en lucha libre. Ganó tres medallas de bronce en el Campeonato Mundial de Lucha entre los años 1999 y 2003, y cinco medallas de oro en el Campeonato Europeo de Lucha entre los años 1997 y 2006.
Participó en dos Juegos Olímpicos de Verano, ocupando el quinto lugar en Sídney 2000 y el séptimo lugar en Atenas 2004.

## Palmarés internacional
| Campeonato Mundial | Campeonato Mundial          | Campeonato Mundial | Campeonato Mundial |
| Año                | Lugar                       | Medalla            | Categoría          |
| ------------------ | --------------------------- | ------------------ | ------------------ |
| 1999               | Ankara (Turquía)            | Medalla de bronce  | 54 kg              |
| 2002               | Teherán (Irán)              | Medalla de bronce  | 55 kg              |
| 2003               | Nueva York (Estados Unidos) | Medalla de bronce  | 55 kg              |
| Campeonato Europeo |                             |                    |                    |
| Año                | Lugar                       | Medalla            | Categoría          |
| 1997               | Varsovia (Polonia)          | Medalla de oro     | 54 kg              |
| 1998               | Bratislava (Eslovaquia)     | Medalla de oro     | 54 kg              |
| 1999               | Minsk (Bielorrusia)         | Medalla de oro     | 54 kg              |
| 2000               | Budapest (Hungría)          | Medalla de oro     | 54 kg              |
| 2006               | Moscú (Rusia)               | Medalla de oro     | 55 kg              |